# BVG-Baureihe H
Die Großprofil-Baureihe H ist ein Großprofilzug der Berliner U-Bahn. Die Züge wurden ab 1995 ausgeliefert und sind erstmals auf kompletter Länge begehbar. Auch äußerlich und technisch grenzt sich die Baureihe stark von ihren Vorgängern ab.

## Entwicklung
Nach der Deutschen Wiedervereinigung war bei der BVG ebenso wie bei der S-Bahn Berlin der Bedarf an einer neuen, für Ost und West einheitlichen Baureihe groß. Nicht zuletzt spielte dabei auch der teilweise veraltete beziehungsweise technisch sehr stark differenzierte Wagenpark eine Rolle. Ursprünglich sah die BVG vor, dreiteilige Züge einzusetzen, die später auf fahrerlosen Betrieb hätten umgerüstet werden können. Von diesem Plan kam sie jedoch ab und entschied sich stattdessen für den Kauf sechsteiliger Triebzüge.
1992 wurden 115 neue U-Bahn-Züge der Reihe H bestellt. Nachdem euphorische Bevölkerungsprognosen nach der Wiedervereinigung sich nicht erfüllt hatten und die Haushaltslage angespannt war, wurden zunächst nur 26 Züge beschafft, für weitere 20 lag eine feste Bestellung vor. Nachdem daraufhin eine Vertragsstrafe von 40 Millionen D-Mark drohte, beschäftigte das Thema den Haushaltsausschuss des Berliner Senats.
Die Prototypen mit den Nummern 5001 und 5002 der Serie H95 wurden ab 1995 zunächst auf dem Werksgelände von Adtranz in Hennigsdorf geprüft, bevor sie auf der U-Bahn-Linie 5 zum Einsatz kamen. Die Linie 5 wurde ausgewählt, da hier noch Züge der Baureihen D beziehungsweise EIII zum Einsatz kamen. Letztere wurden bereits 1994 komplett ausgemustert.
Die Serienauslieferung begann ab 1997 mit vorerst 24 Zügen. Da sich die Serienfahrzeuge in der Masse von den Prototypen unterscheiden, erhielten sie die Bezeichnung H97. Die Wagen erhielten die Nummern 5003 bis 5026. Im Jahr 2000 wurden nochmals 20 weitere Wagen bestellt, diese liefen unter der Serie H01 und erhielten die Wagennummern 5027 bis 5046. Die Auslieferung wurde 2002 abgeschlossen. Da die Züge wie ihre Schwesterbaureihe HK Probleme an den Radsätzen aufwiesen, wurden im April 2007 23 Züge der ersten und zweiten Lieferserie (H97/H01) für mehrere Wochen abgestellt.
Wie im Kleinprofil wurden keine weiteren Züge der Baureihe H bestellt.

## Wagenbauliches

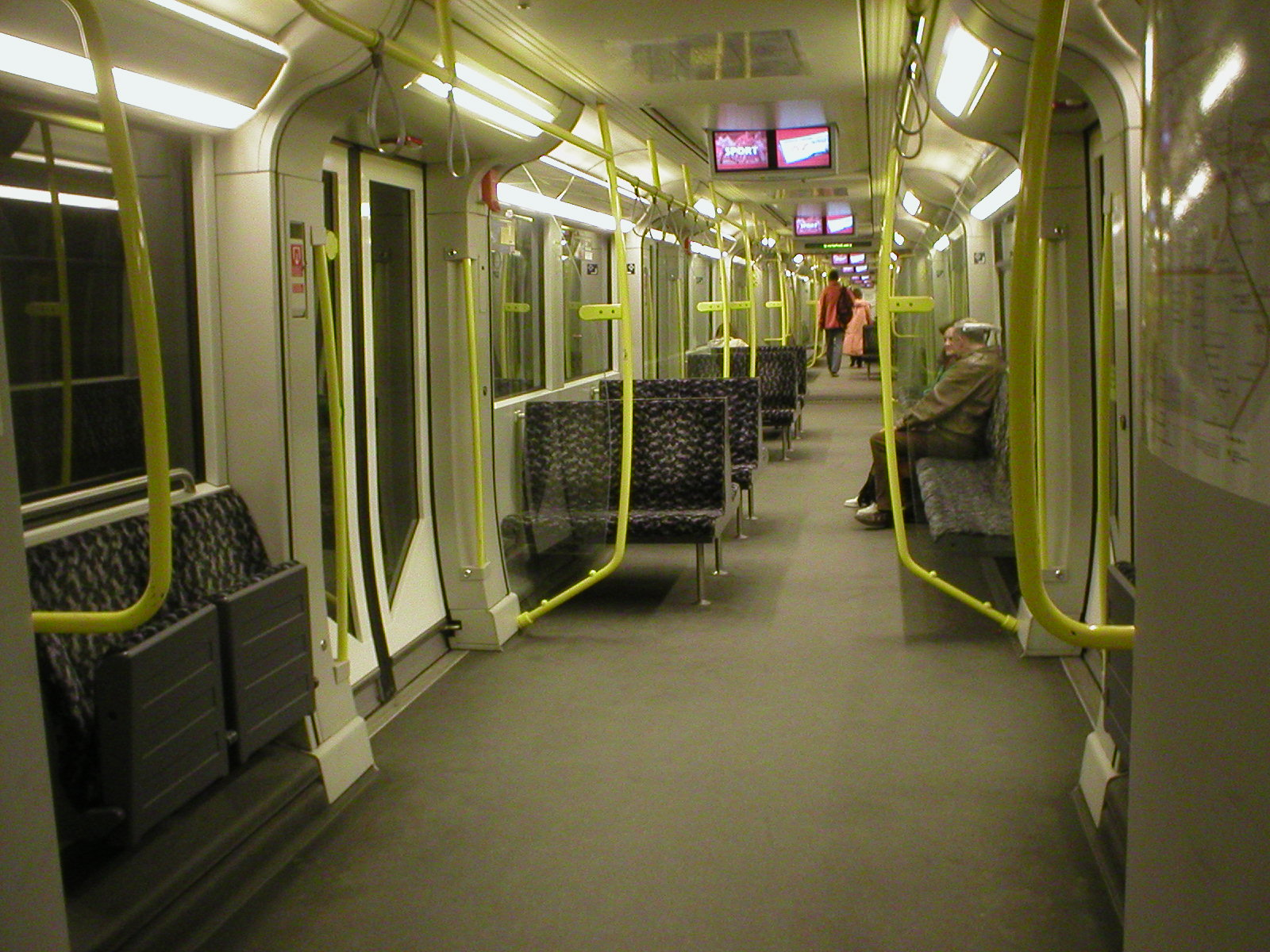
Zu Testzwecken besitzt ein Zug der Baureihe H die für das Berliner Großprofil sonst üblichen Quersitze.

Die Wagenkästen der Baureihe H sind die ersten in kompletter Strangpressprofilbauweise ausgeführten Wagenkästen der Berliner U-Bahn. Durch geschickte Versenkung der Schweißnähte war es möglich, weitestgehend auf Richtarbeiten an der Außenhaut des Wagenkastens zu verzichten. Im Innenraum wurden auch Aluminium-Strangpressprofile verwendet, soweit dies durch die Mindestlängen bei der Produktion von Strangpressprofilen möglich war.
Der Wagenkasten ist als leere Röhre ausgeführt, die technischen Geräte befinden sich im Untergestell und im Dachbereich des Wagenkastens. Eine konstruktive Herausforderung bestand darin, alle notwendigen Verbindungen und Leitungen (Elektrik, Druckluft und Klimaanlage) in den Türsäulen und an den Kurzkuppelenden durchzuführen. Im Untergestell wurde auf schnell austauschbare Gerätecontainer geachtet. Mit dieser konstruktiven Lösung ist es möglich, bei entsprechender Vorhaltung der Container den Zug schnellstmöglich wieder in den Verkehr zu bringen. Bei der Druckluftausrüstung wurde aufgrund der hohen Zuverlässigkeit der Komponenten auf die schnelle Austauschbarkeit verzichtet. Die Endwagen sind mit 15,80 m 15 cm länger als die Mittelwagen. Da zwischen Führer- und Fahrgastraum keine Schaltschränke angeordnet sind, kann gegebenenfalls auch die Trennwand ausgebaut werden, sollte es zu einem fahrerlosen Betrieb kommen und der Führerraum in den Fahrgastraum integriert werden. Die Fluchttüren an den Stirnwänden der Endwagen wurden durch im Notfall leicht heraustrennbare Stirnscheiben ersetzt.

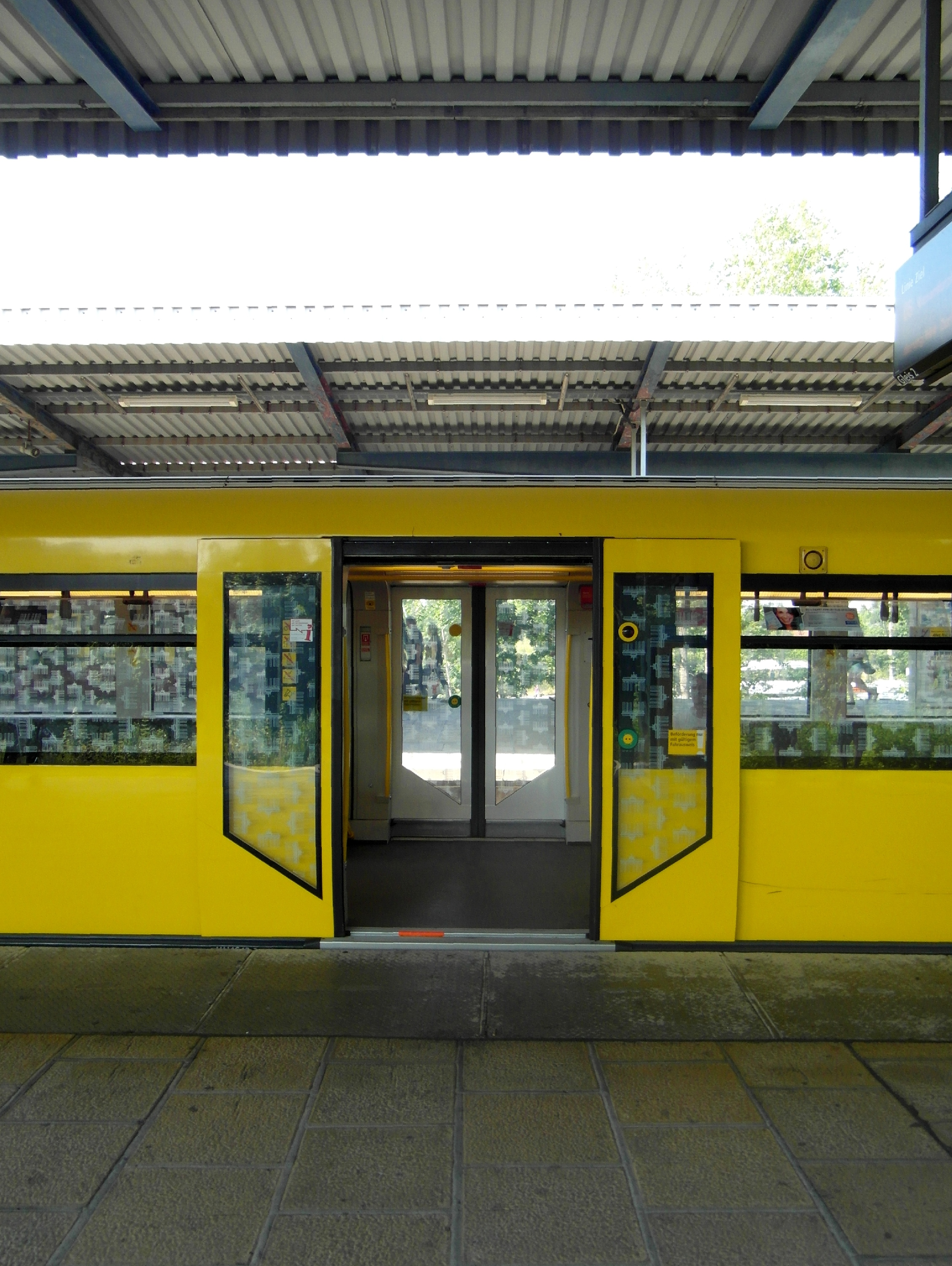
Pro Wagen und Seite gibt es drei Schwenkschiebetüren

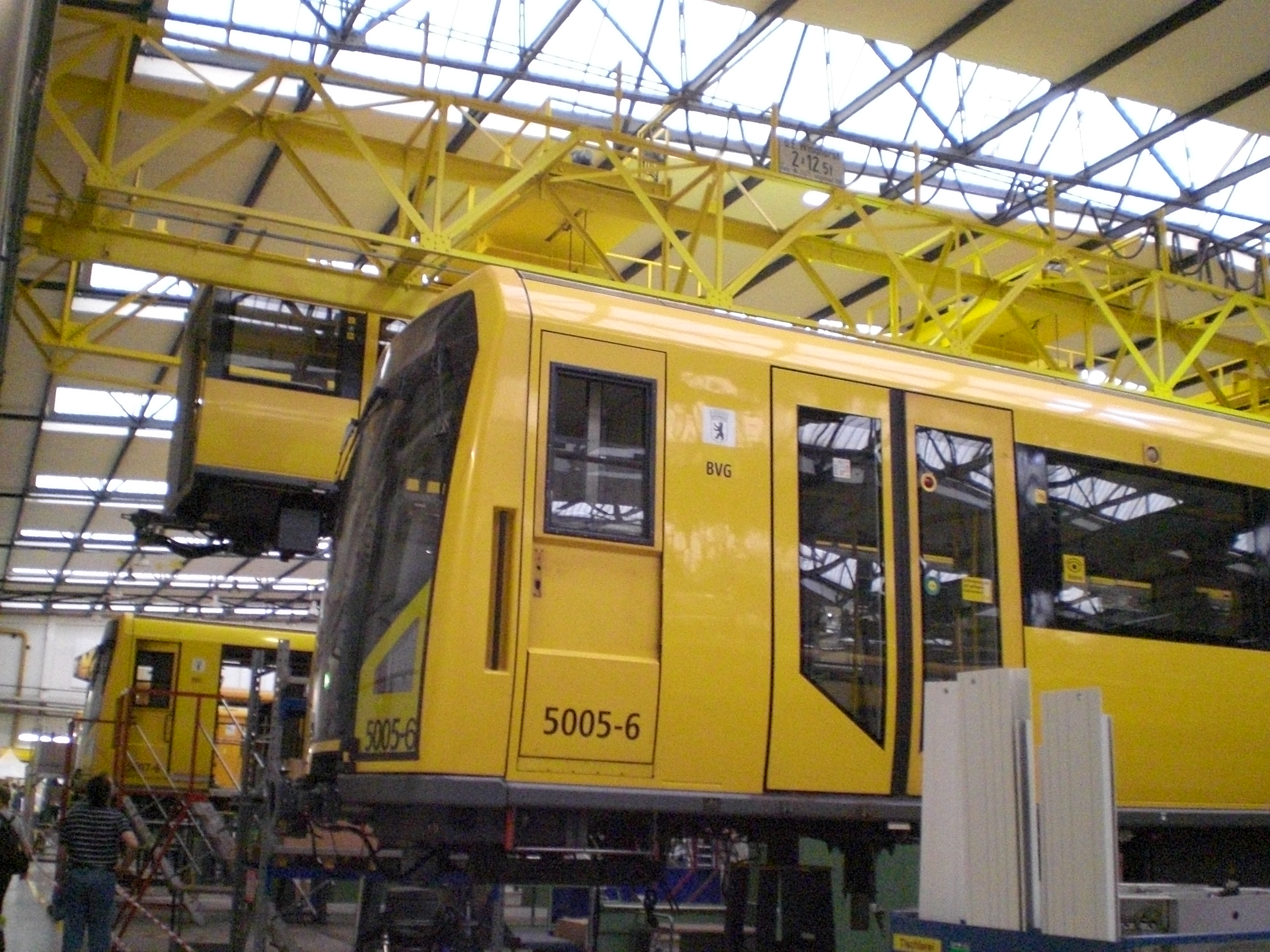
H-Zug in der Betriebswerkstatt Seestraße

Pro Wagen und Seite gibt es drei Schwenkschiebetüren, die mit einer lichten Weite von 1.600 mm  angebracht sind. Gegenüber der Baureihe F wurde der Wagenkasten über dem Langträger so weit eingezogen, dass der Wagenkasten den Bewegungsraum für die Schwenkschiebetüren mitbringt. Eine weitere konstruktive Besonderheit ist die um 100 mm abgesenkte Fußbodenoberkante (FO). Zudem sind die sechs Wagen pro Zug durchgehend begehbar. Die Wellbälge zwischen den Wagen wurden kaum eingezogen, was einerseits das Fahrgastvolumen erhöht und zum anderen das Sicherheitsgefühl verstärkt. Die Übergangseinrichtung wurde aus der Übergangseinrichtung des ICE weiterentwickelt, wobei zusätzliche deformierbare Seitenwände in die Übergangseinrichtung integriert wurden. Diese Wände sollen den subjektiven Eindruck eines durchgehenden Fahrzeugs erzeugen.
Ein kompletter Sechswagenzug bietet insgesamt 208 Sitzplätze, von denen 40 Klappsitze sind. Erwähnenswert ist zudem, dass der Zug ausschließlich Längssitze besitzt, wie sie sonst nur beim Kleinprofil vorkommen. Für die Quersitzanordnung fehlen 50 mm Breite im Innenraum. Ein Zug besitzt die bei den anderen Baureihen des Großprofils üblichen Quersitze (Zug 5018), allerdings nur in den Mittelwagen 2 bis 5, und jeweils abwechselnd auf einer Seite.
Im Innenraum wurden vor allem die Farben Weiß und Gelb verwendet. Für die Innenausstattung und die Konfiguration des Führerraums wurde bei der DEFA in Babelsberg ein verkürztes Modell eines Wagens gebaut. Umfangreiche Lichtmessungen an diesem Modell sicherten eine ausreichende Helligkeit in allen Bereichen des Fahrgastraums. Der Personalrat der BVG wurde bei der Konfiguration des Führerraums beteiligt. Durch diese Vorgehensweise konnten Entwicklungskosten eingespart werden.
Ein H-Zug (5035) wurde im vierten Quartal 2011 mit farbigen LED-Ziel- und TFT-Seitenanzeigern ausgestattet. Die Berliner Fenster wurden ausgetauscht und mit einer Haltestellenanzeige ausgestattet, die etwa die gleiche Software besitzt wie die Flexity Berlin, die auch die nächsten Haltestellen anzeigt. Außerdem bekam der Zug an der Zugspitze und am Zugende eine elektronische Perlschnur, die sich auch je nach Bahnhofshalt verändert. Er ist seit Anfang Dezember 2011 für den Fahrgastverkehr zugelassen worden und fährt standardmäßig auf der U5. Die BVG plante, alle H-Züge entsprechend auszurüsten, jedoch kam es nicht dazu. Alle H-Züge besitzen mittlerweile LED-Anzeigen und eine in das Berliner Fenster integrierte Haltestellenanzeige, allerdings wurden die Perlschnur an den Übergängen und den Führerständen, die in 5035 getestet wurden, nicht übernommen. Der Wagen 5035 wurde bei seiner letzten Hauptuntersuchung 2019 komplett zurückgebaut und wieder an die übrige Serie angepasst.
Zum Einsatz kommen die H-Züge auf allen Großprofillinien, im Mischbetrieb mit den anderen Baureihen des Typ F und auf der Linie U5 mit der Baureihe IK. Ein Austausch von der Linie U5 zum restlichen Großprofil ist derzeit nur über den Straßenweg möglich, da der Waisentunnel derzeit noch immer nicht befahrbar ist.
Vergleichbare komplett durchgängige Züge anderer Verkehrsunternehmen sind die MVG-Baureihe C der U-Bahn München, der Triebwagen V der U-Bahn Wien und die VAG-Baureihe G1 der U-Bahn Nürnberg.